# Avarua
Avarua è una città nel nord dell'isola di Rarotonga e capitale delle Isole Cook.

## Geografia fisica

### Specie endemiche
- Avarua - genere di ragni della famiglia Salticidae

## Storia
Era la capitale del regno di Rarotonga, autonomo fino al 1901 quando è stato annesso alla Nuova Zelanda. La regina Makea Takau Ariki (1839-1911), appartenente alla dinastia Te Au O Tonga, vi nacque e morì: dimorava nel palazzo reale e nella vicina residenza di campagna.

## Monumenti
- Palazzo reale: situato nel centro della città e recentemente restaurato, era la residenza dell'ultima regina Makea Takau Ariki della quale si custodisce la tomba nell'attiguo cimitero di famiglia.[1]
- Chiesa anglicana: costruita nel 1851.
- Cattedrale di San Giuseppe: chiesa cattedrale dell'omonima diocesi cattolica, fatta erigere nel 1994 dal vescovo Robin Leamy.

## Clima
| Avarua              | Mesi | Mesi | Mesi | Mesi | Mesi | Mesi | Mesi | Mesi | Mesi | Mesi | Mesi | Mesi | Stagioni | Stagioni | Stagioni | Stagioni | Anno  |
| Avarua              | Gen  | Feb  | Mar  | Apr  | Mag  | Giu  | Lug  | Ago  | Set  | Ott  | Nov  | Dic  | Inv      | Pri      | Est      | Aut      | Anno  |
| ------------------- | ---- | ---- | ---- | ---- | ---- | ---- | ---- | ---- | ---- | ---- | ---- | ---- | -------- | -------- | -------- | -------- | ----- |
| T. max. media (°C)  | 28,8 | 29,1 | 29,1 | 28,3 | 26,4 | 25,3 | 24,6 | 24,9 | 25,6 | 26,3 | 27,2 | 28,0 | 28,6     | 27,9     | 24,9     | 26,4     | 27,0  |
| T. min. media (°C)  | 23,1 | 23,4 | 23,3 | 22,5 | 21,0 | 20,1 | 19,4 | 19,7 | 19,9 | 20,7 | 21,7 | 22,4 | 23,0     | 22,3     | 19,7     | 20,8     | 21,4  |
| Precipitazioni (mm) | 256  | 229  | 219  | 246  | 199  | 128  | 112  | 141  | 138  | 121  | 171  | 246  | 731      | 664      | 381      | 430      | 2 206 |

## Società

### Evoluzione demografica
La popolazione della città è di poco inferiore ai 10 000 abitanti.

## Economia
Le principali attività economiche comprendono i servizi bancari (circa 8% del PIL del paese), la pesca, l'artigianato (lavori in legno, tessuti tradizionali) e l'agricoltura. Il turismo attualmente rappresenta la più importante fonte del reddito locale.

## Trasporto

### Aereo
La città è servita dall'aeroporto di Rarotonga (IATA: RAR, ICAO: NCRG) dove ha sede la compagnia aerea locale Air Rarotonga. L'aeroporto si trova a 4,5 km dal centro della capitale delle Isole Cook. I voli di linea internazionali effettuati dalle compagnie aeree Air New Zealand, Air Tahiti, Pacific Blue Airlines collegano l'aeroporto di Rarotonga con le città della Nuova Zelanda, Australia, Tahiti e degli USA. Inoltre la rete di voli di linea locali effettuati da Air Rarotonga permette di raggiungere altre isole delle Cook.

## Mass media

### TV
- Televisione locale - Cook Islands Television (CITV)
- New Zealand Television One
- ABC Asia-Pacific

### Radio
- Radio Cook Islands, 630AM e 93 FM
- Radio Ikurangi KCFM 103.3 & 91.5
- Adventist Radio TKANA 3, FM99
- 88FM
- Matariki FM FM95
- Hitz FM 101.1

### Giornali
- The Cook Islands News
- The Herald
- The Independent

## Galleria d'immagini

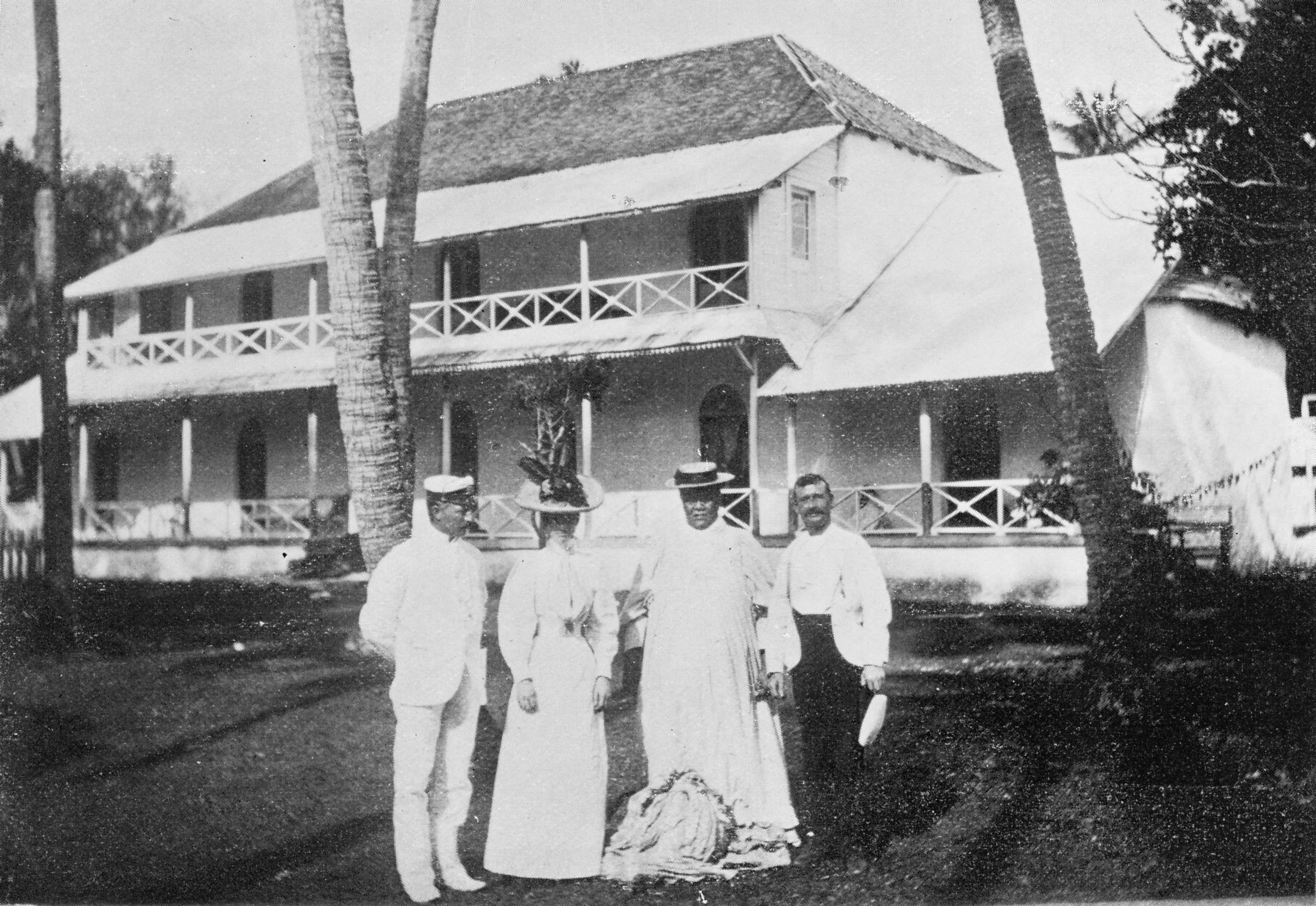
La regina Makea Takau Ariki davanti al palazzo reale di Avarua (1900)
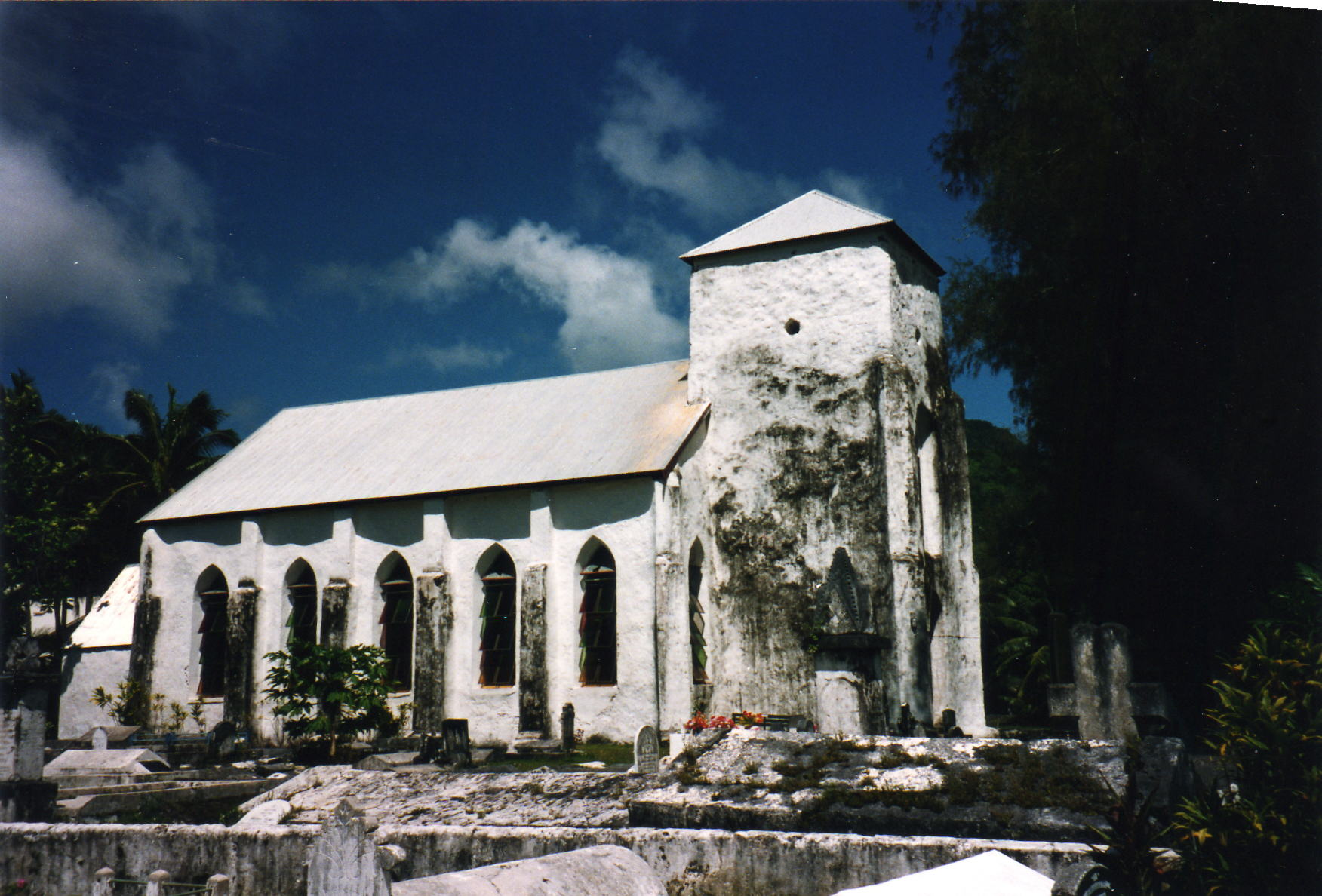
La chiesa anglicana
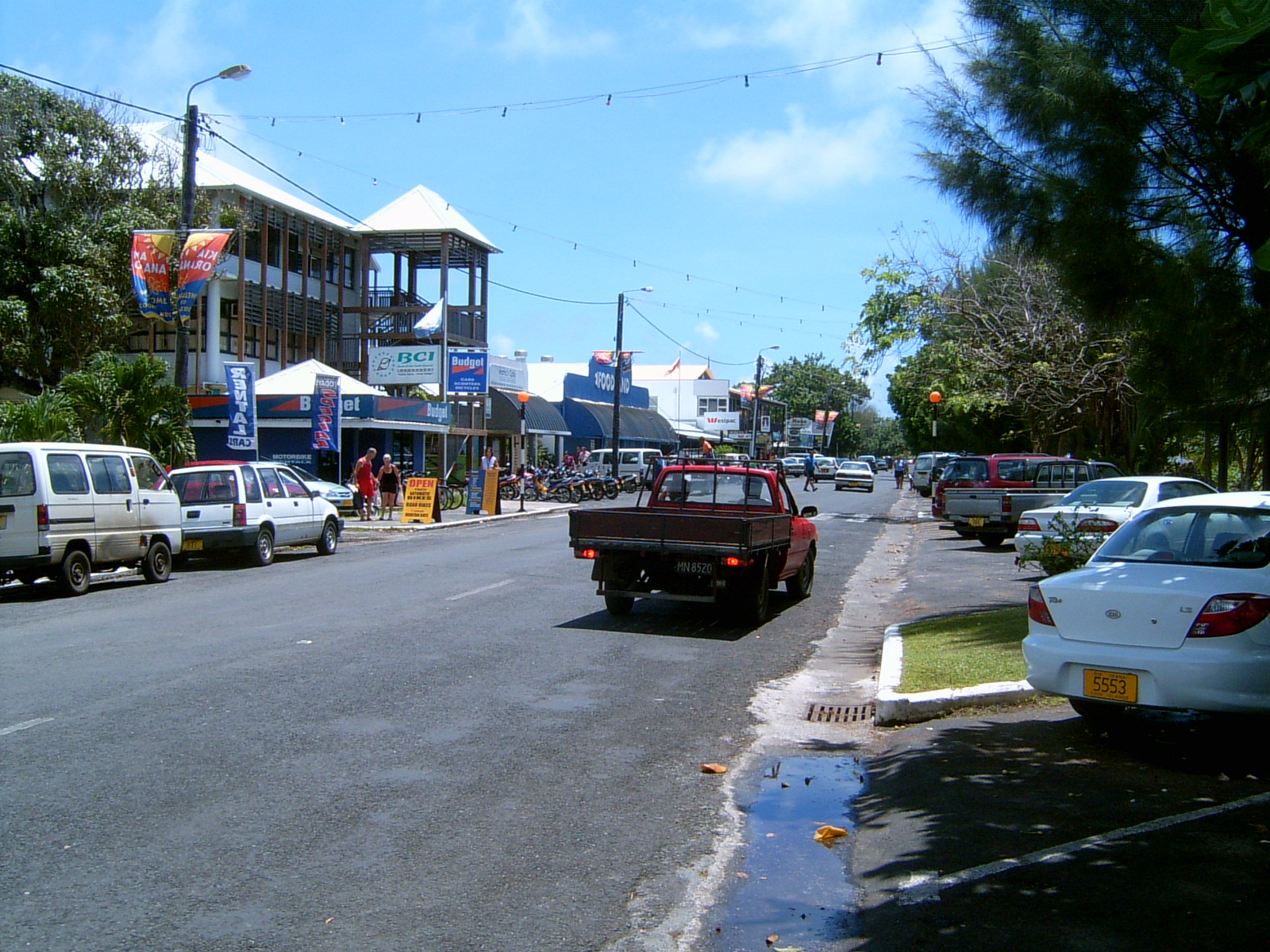
Una strada di Avarua
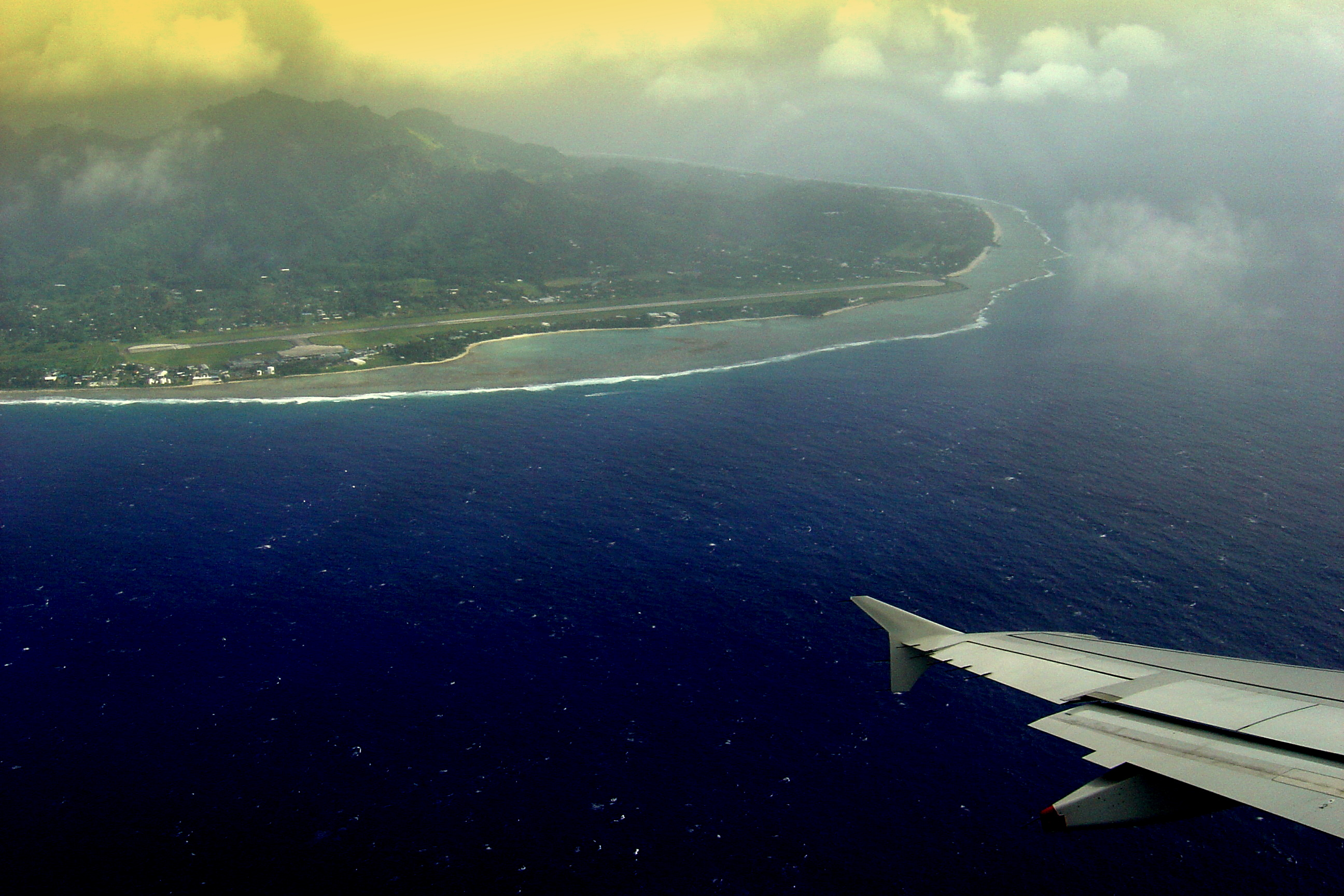
La vista aerea dell'aeroporto di Rarotonga
La mappa delle destinazioni della Air Rarotonga